# Кућа на Тргу Синагоге бр. 3 у Суботици
Кућа на Тргу Синагоге бр. 3 у Суботици у којој је данас смештен Градски музеј Суботица, подигнута је 1906. године и представља непокретно културно добро као споменик културе.
Зграда је подигнута по пројектима будимпештанских архитеката Јожефа и Ласла Вагоа у стилу сецесије као једноспратна најамна кућа за потребе др Микше Деметера, лекара и предузетника.

## Архитектура куће
У приземљу, десно од сувог улаза у кућу, налазиле су се две продавнице, а иза њих штампарија, очигледно тадашња Деметерова преокупација у предузетништву. Лево од улаза био је раскошан петособни стан власника и ординација, а на спрату још два слична стана за издавање. Сви су имали савремену унутрашњу организацију простора. Репрезентативне просторије биле су најважнији део стана, али је сваки члан породице имао и засебан простор, чију интимност нису ометали други чланови. Просторије у становима низале су се полукружно око централне просторије, хола. Спаваћа соба, салон, трпезарија и мушка соба гледале су на улицу, док се уз зид суседове куће налазило купатило и засебан тоалет, а према дворишту су биле смештене дечја соба и хол. Kухиња и соба за послугу налазила се у истуреном дворишном крилу куће.
Оваква унутрашња организација омогућавала је несметану комуникацију у просторијама преко централног хола и предсобља. Гости су из предсобља могли директно ући у трпезарију и салон, домаћица је у спаваћу собу могла ући кроз купатило, а дечја соба је потпуно била издвојена. Иако су собе биле пролазне, у сваку се појединачно могло ући из предсобља или хола, те је у овој најамној кући била остварена могућност засебног коришћења соба.
Приликом пројектовања Деметерове куће, браћу Ваго је инспирисала архитектура сецесије из Дармштата и Беча. И на овој згради се налази птица, неизбежни декоративни детаљ на свакој згради браће Ваго. Најизразитији је на огради од кованог гвожђа која украшава терасе заобљених углова где су две птице окренуте једна другој. Заобљени еркери са медаљонима птица у подножју, мотиви срца, декоративни детаљи који подсећају на зрнца перли на фасади употпуњују ову изузетну, асиметрично компоновану грађевину на прекретници XИX и XX века. Kућа Микше Деметера изузетан је спој функционалног и уметнички обликованог простора.